# Heinrich Vogt (Politiker)
Heinrich Vogt (* 11. Dezember 1901 in Offenbach am Main; † 13. August 1943 im Kriegsgefangenenlazarett Beketowka bei Stalingrad) war ein deutscher Politiker.

## Leben
Als Sohn eines Postsekretärs geboren, besuchte Vogt die Oberrealschule in Gießen, bevor er dort Rechts- und Staatswissenschaften studierte. Während seines Studiums wurde er 1920 Mitglied der Burschenschaft Frankonia Gießen. In den Jahren 1921 und 1922 machte er eine Ausbildung als Bankbeamter an der Depositenkasse in Schotten und Friedberg. Im Wintersemester 1926/27 bestand er sein Referendarexamen und wurde Gerichtsreferendar in Darmstadt. Nach bestandener Staatsprüfung für das höhere Justiz- und Verwaltungsfach wurde Vogt 1930 Gerichtsassessor. 1931 wechselte er nach Alsfeld. In diesem Jahr trat er der NSDAP bei (Mitgliedsnummer 651.930). 1932 wurde er Rechtsanwalt und 1933 Ortsgruppenleiter der NSDAP. Er wurde Mitglied des Stadtrats und war von 1933 bis 1934 Beigeordneter der Stadt Alsfeld und Führer der NSDAP-Fraktion. Im Oktober 1933 wurde er Direktor der Bezirkssparkasse Alsfeld.
Im November 1933 ging er als kommissarischer Provinzialrat nach Gießen, wo er bei der Provinzialdirektion Oberhessen arbeitete. Als diese 1937 aufgelöst wurde, wurde Vogt hauptamtlicher Beigeordneter der Stadt Gießen und war in der Stadtverwaltung als „Jurist der Stadt“ und als Dezernent für die städtischen Betriebe tätig. Er war Vorsitzender des NSDAP-Kreisgerichts Gießen I und SA-Truppführer. Er wurde Zweiter Beigeordneter und am 16. Februar 1940 Erster Beigeordneter (Bürgermeister). Zu dieser Zeit kämpfte Vogt im Zweiten Weltkrieg. Gauleiter Jakob Sprenger ernannte Vogt im September 1942 zum Oberbürgermeister. Eine Amtseinführung fand nicht statt, da Vogt nicht mehr aus dem Krieg zurückkehrte. Er starb als Leutnant im Kriegsgefangenenlazarett Beketowka.

## Ehrungen
- Eisernes Kreuz II. Klasse
- Ostmedaille